# XRCO Hall of Fame
Le XRCO Hall Of Fame, que l’on peut traduire par « Temple de la renommée de la XRCO » honore les personnalités de l’industrie pornographique à l’occasion de la cérémonie des XRCO Awards qui ont lieu chaque année. Il accueille les actrices, les acteurs, les réalisateurs et les productions qui ont eu un impact très important dans l’industrie selon les critiques, les journalistes et les rédacteurs de l’industrie membre de la X-Rated Critics Organization. Les personnes intronisées doivent avoir été membres de l'industrie pendant au moins dix ans et sont choisies avec une rigueur et une sélectivité équivalentes à celles des « Halls of Fame »  des sports professionnels,.
Les premières intronisations ont eu lieu dès la première édition des XRCO Awards en 1985 et reste encore aujourd’hui, selon XRCO, la clé de voûte de leurs cérémonies de récompenses.

## Les membres

### Fifth Estate
Le terme « fifth estate » fait référence au pouvoir d'influence nouvellement développé que les médias non traditionnels ont développé au sein de la société.

### Prix spéciaux
1995 :
- Michael Cates, pour sa contribution à la vidéographie, cinématographie et le montage
- Carl Esser[13]

2007 :
- Anna Malle
- Christi Lake[25]

2008 :
- Asia Carrera, choix des membres XRCO[26]

2009 :
- H. Louis Sirkin, pour son excellence dans les affaires et les litiges relatifs à la liberté d'expression et au premier amendement[27]

2010 :
- Phil Harvey[28]

2015 :
- Seymour Satin[32]

2016 :
- Jeff Vanzetti, pour IAFD.com
- Houston Don, pour ses examens de qualité supérieure
- Steve Hirsh, pour son excellence dans l’industrie
- Steve Orenstein, pour son excellence dans l’industrie[33]

### Prix «Proscrit du porno»
2009 :
- Max Hardcore[27]